# Märtha Adlerstråhle
Anna Märtha Vilhelmina Adlerstråhle, coneguda com a Märtha Adlerstråhle (Torpa, Västmanland, 16 de juny de 1868 − Engelbrekts, Estocolm, 4 de gener de 1956) fou una tennista sueca, guanyadora d'una medalla de bronze als Jocs Olímpics d'estiu de Londres 1908 en la categoria individual interior. Disputà la final de consolació contra la seva compatriota Elsa Wallenberg.

## Jocs Olímpics

### Individual
| Any  | Campionat                                     | Oponent         | Resultat      |
| ---- | --------------------------------------------- | --------------- | ------------- |
| 1908 | Jocs Olímpics, Londres, Regne Unit (interior) | Elsa Wallenberg | 1−6, 6−2, 6−3 |